# وريقة
الوريقة في علم النبات هي جزء من ورقة مركبة. قد تشبه الوريقة الورقة، ولكنها لن تكون محمولة على ساق النبات، بل على سويقة ورقية. الوريقات المركبة شائعة في كثير من الفصائل النباتية مثل الفصيلة البقولية (النفل، الفصة، الترمس، البيقية، الخ). من أمثلة النباتات الأخرى التي تحمل أوراقاً مركبة البندورة.

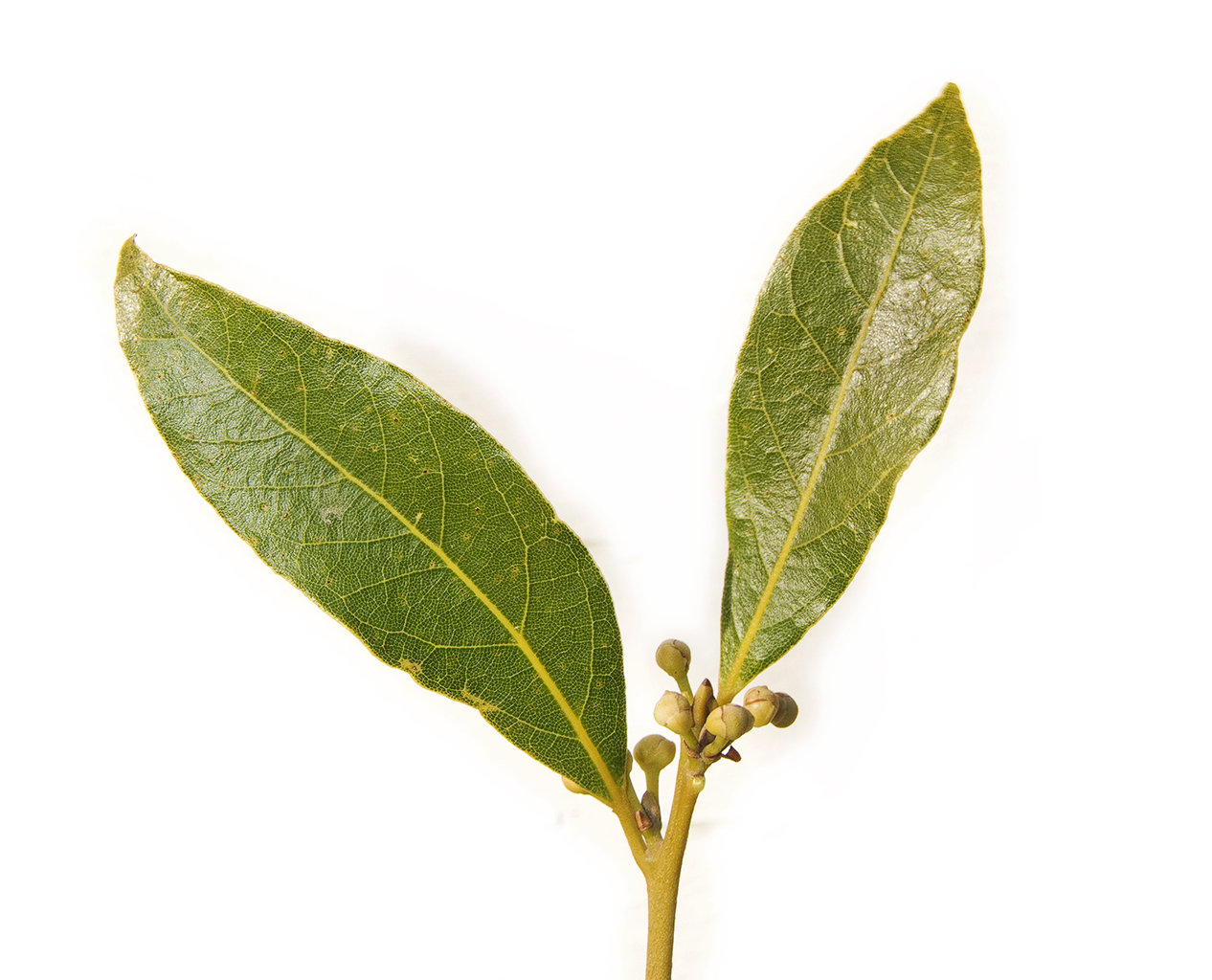
ورقة الغار

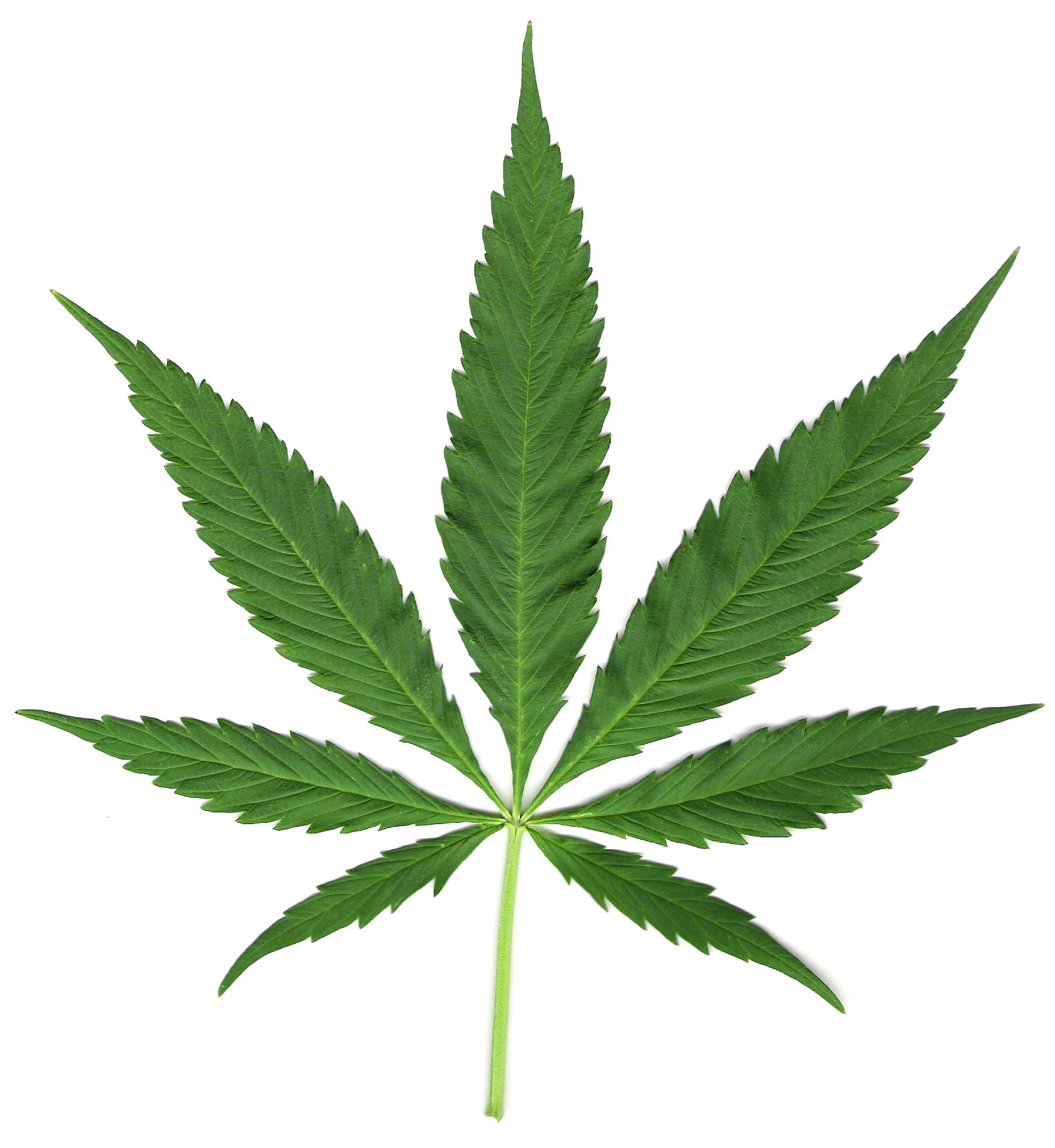
أوراق النخيل المركبة للقنب الهندي.

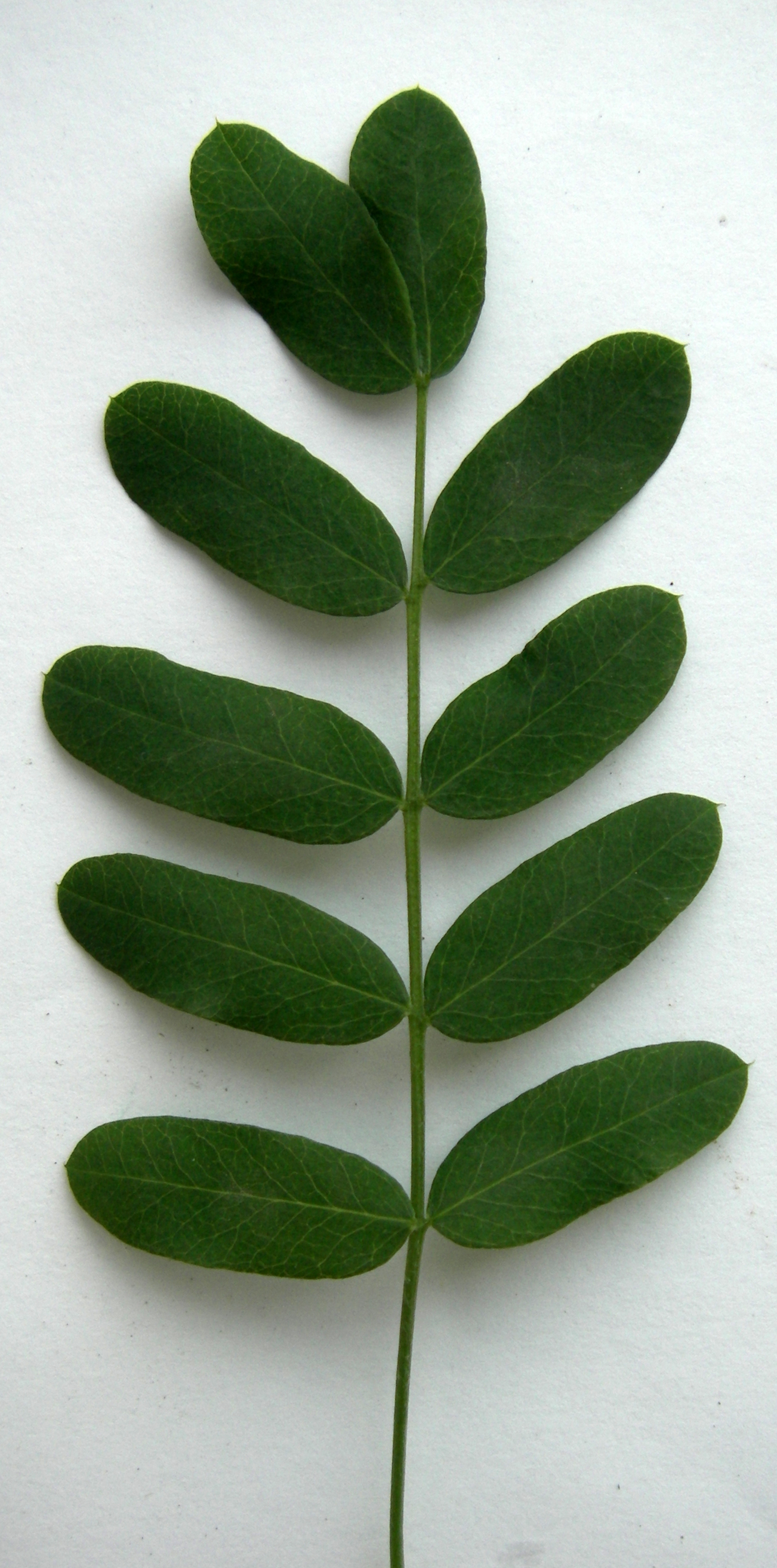
ورقة الطلح ريشية الشكل تتكون من وريقات عديدة
ميموسا بوديكا وريقات ملتوية إلى الداخل.